# Castelo (Sertã)
Castelo ist eine Gemeinde (portugiesisch: Freguesia) im portugiesischen Kreis Sertã. In ihr leben 946 Einwohner (Stand 19. April 2021).